# Chorvatská šlechta

Znak Chorvatského království

Chorvatská šlechta (chorvatsky hrvatsko plemstvo) označuje privilegovanou společenskou vrstvu v dějinách Chorvatska, která hrála významnou úlohu od středověku až po současnost. Termínem chorvatská šlechta se rozumí šlechtické rody, které žily či měly původ v zemích někdejšího Chorvatského království, tzn. Slavonska, Dalmácie, Istrie, Bosny či Dubrovnické republiky.

## Historie
Šlechtické tituly a případné výsady s nimi spojené obvykle uděloval panovník. Příslušnost k rodům byla obvykle dědičná. Královský dvůr byl během francouzské okupace silně ovlivněn francouzskou šlechtou, která vedla k převzetí francouzského systému titulace,  který však značně přispěl k politickému a sociálním elitářství šlechty a panovníka.[zdroj?]
Chorvatští králové a chorvatské královny často zakládali dominia v Chorvatském knížectví. Knížata vládla nad velkým územím v rámci království. Za vlády prvního krále se Chorvatsko stalo jedním z nejmocnějších království na Balkáně. Mnoho šlechticů bylo pověřeno správou svých území a na vrcholu moci království vládli královští spojenci jedenácti samostatným zemím a desítkám rozsáhlých panství.

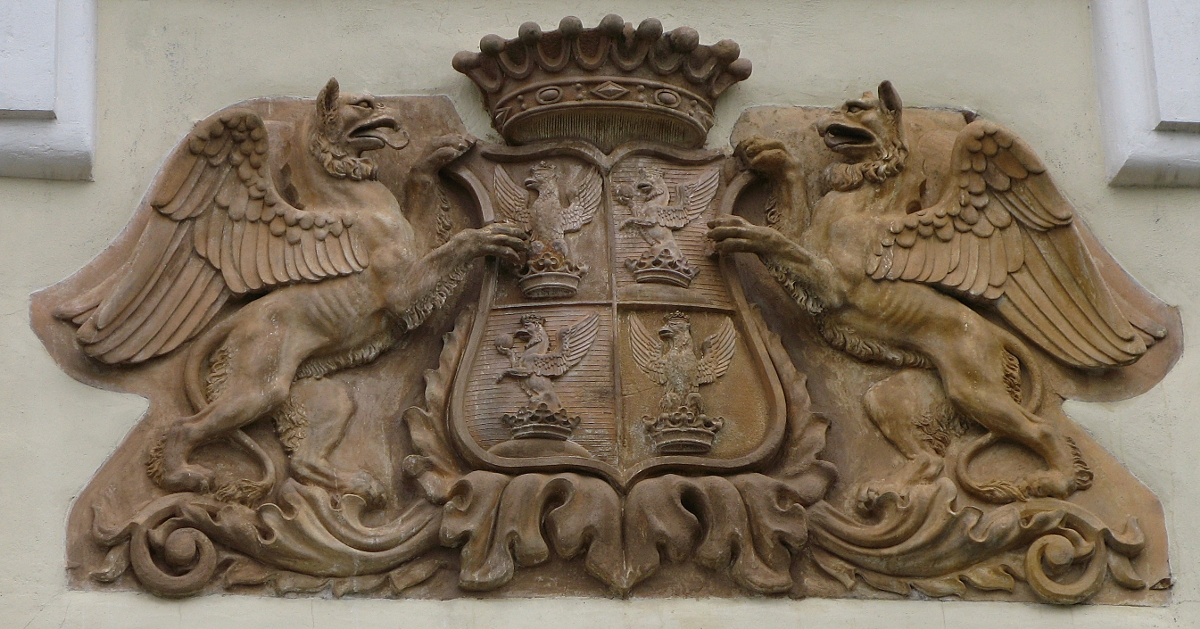
Kamenný reliéf erbu se dvěma gryfy v rodovém sídle Draškovićů na zámku Trakošćan.

## Dějiny chorvatské šlechty

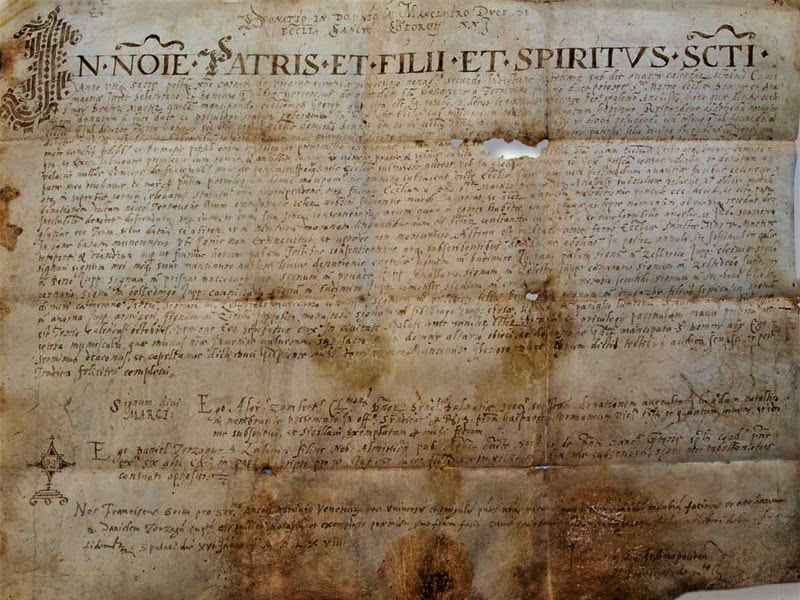
Latinská listina knížete Muncimíra z roku 892 (opis asi z 18. století): divino munere Croatorum dux („z Boží milosti vévoda Chorvatů“).

Chorvatsko bylo povýšeno na království kolem roku 925 a vznik šlechty rychle následoval. Vládci vnitrozemských a ostrovních panství hráli významnou roli při utváření země a i v současnosti mají některé omezené výsady. Vybraní členové některých šlechtických rodů mají např. právo na audienci u předsedy vlády.
Tomislav byl prvním chorvatským panovníkem, kterého papežský kancléř roku 925 poctil titulem „král“.    Král měl právo udělovat tituly vysoce postaveným členům společnosti a jejich přímým potomkům. 

### Tituly
Chorvatské šlechtické tituly zpravidla uděloval král Chorvatska, později králové spojeného uhersko-chorvatského království. V Dalmácii a na Istrii bylo uděleno několik benátských titulů a během francouzské okupace byly udělovány francouzské tituly. Po rozpadu Rakouska-Uherska po první světové válce se zformovalo Království Srbů, Chorvatů a Slovinců, které přestalo udělovat dědičné tituly.

## Symboly
Chorvatské království a jeho šlechtici užívali množství symbolů, rodových znaků a erbů. Pečeť a erb byly často používány jako součást oděvů, štítů, ozdoby hradů a jiných objektů spojených se šlechtickými rody.
|  | První známý příklad chorvatské šachovnice, jak je znázorněna v Innsbrucku, Rakousko (1495)                                                                 |  | Erb Chorvatska použitý v roce 1527 jako součást pečeti na Cetingradské listině |  | Chorvatské království (1525–1868) |  | Erb země chorvatské koruny (do roku 1868)    |
|  | Chorvatsko-slavonské království (1868–1918). Oficiální verze byla se svatoštěpánskou korunou, neboť Chorvatsko bylo součástí Zemí koruny svatého Štěpána . |  | Erb Zalitavska (1868–1915)                                                     |  | Vlastenecký odznak z roku 1914    |  | Menší erb Zalitavska (1915–1918)             |
|  | Společný znak Rakouska-Uherska (1915–1918) |  | Království Jugoslávie (1918–1943)                                              |  | Chorvatská bánovina (1939–1943)   |  | Chorvatská bánovina, vyšší verze (1939–1943) |

## Rody
Vévodové / knížata
- Domagojevićové
- Feštetićové
- Gorjanští
- Kačićové
- Karlovićové
- Lackovićové
- Novoselové
- Mlinarićové
- Odescalchiové
- Bešlagićové
- Radićové
- Šubićové
- Zrinští

Markýzové
- Frankopani (Frankapani)
- Bombellesové
- Bunićové
- Sponheimové
- Andechsové

Hrabata

Erb rodu Habsburků. Habsburkové vládli nad chorvatským královstvím téměř 470 let, což je déle než kterákoli jiná dynastie.

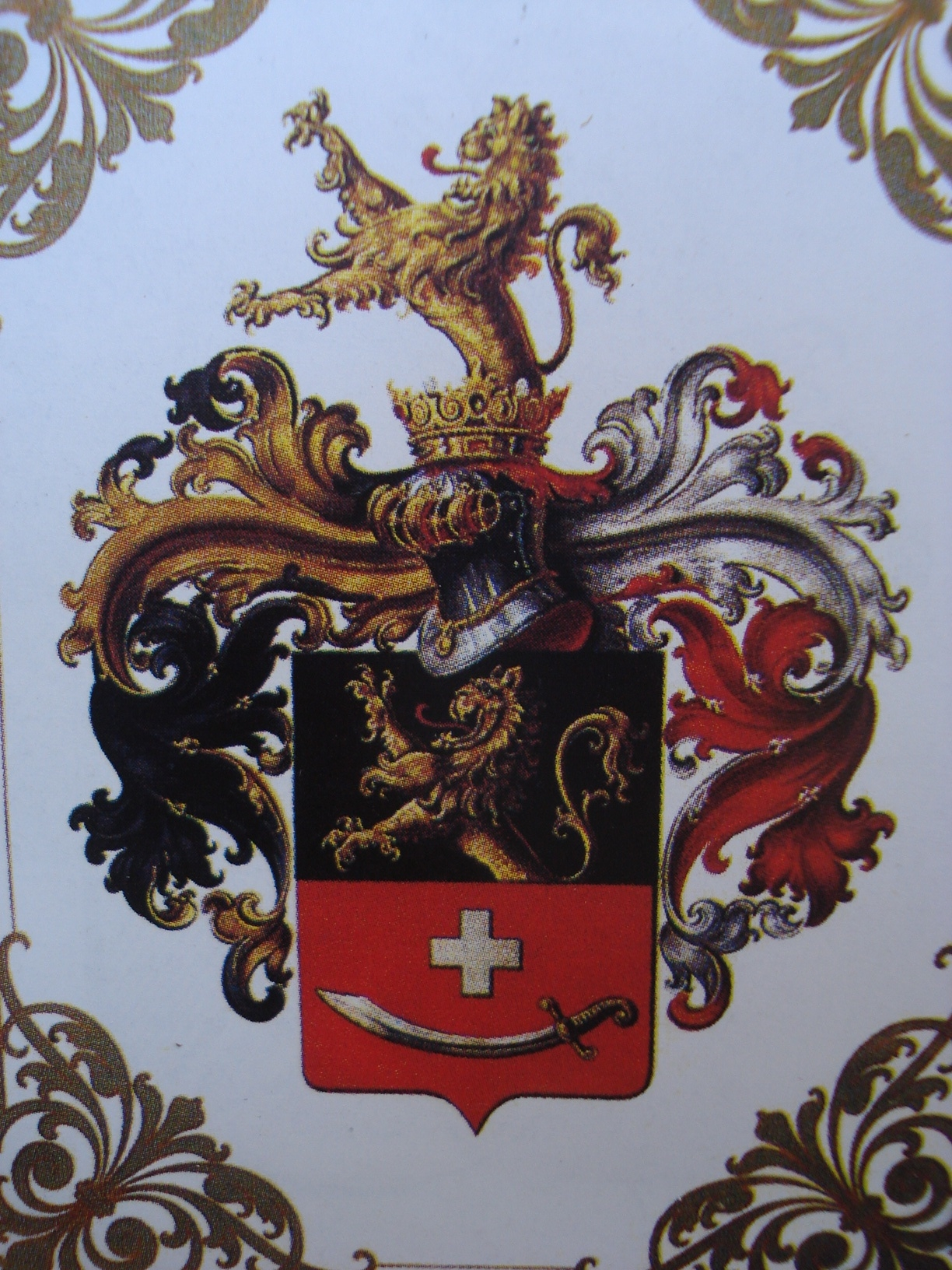
Erb šlechtického rodu Rukavina (Klanačko polje), Chorvatsko

Pečeť království Chorvatska a Dalmácie byla umístěna v roce 1527 na Cetinskou chartu, která potvrdila vládu Habsburků v Chorvatsku.

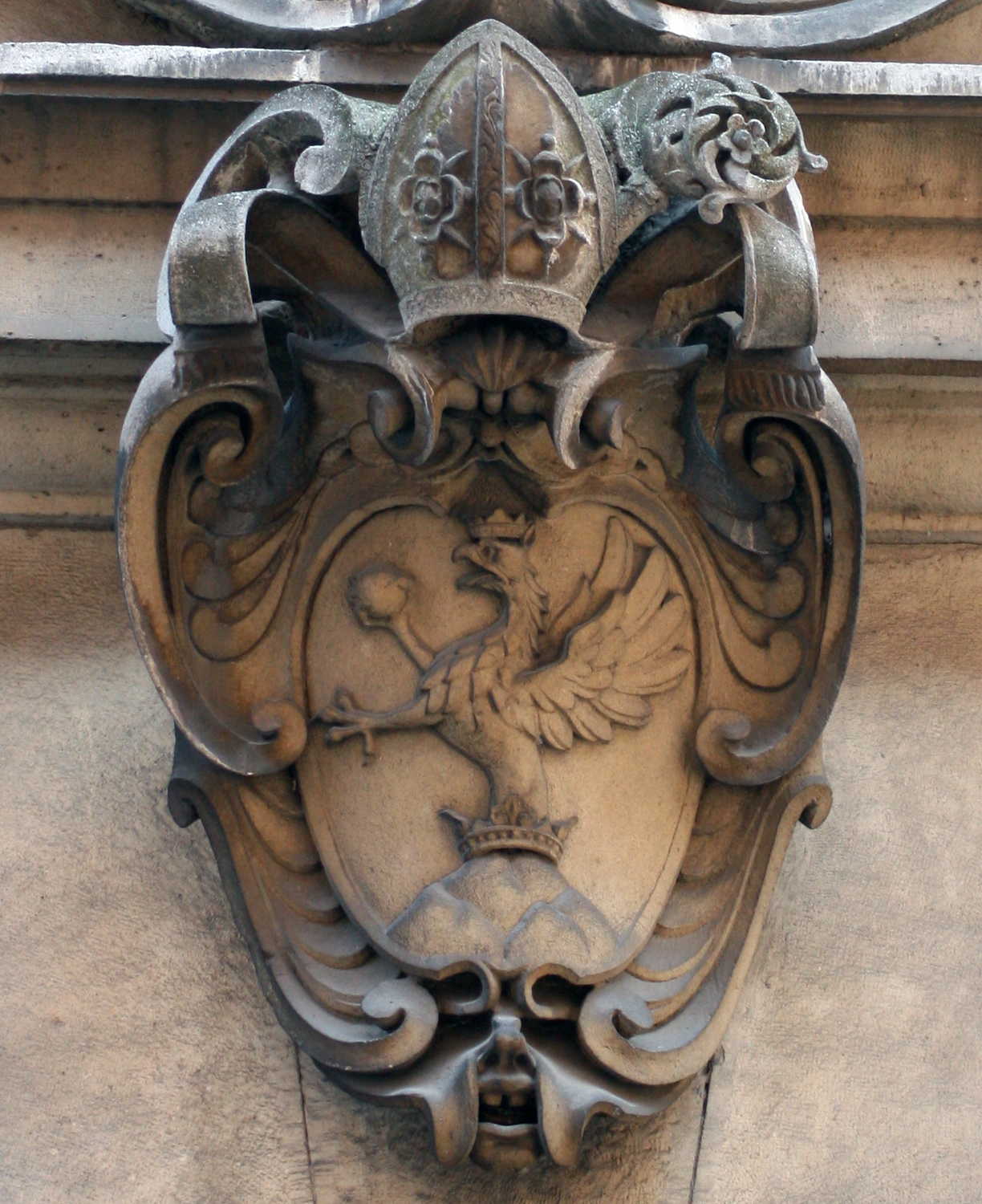
Erb kardinála Juraje II. Draškoviće nad renesančním portálem z roku 1637, před Proboštským palácem v Kapitulské ulici v Bratislavě.

- Bondićové
- Crnkovićové
- Delišimunovićové
- Draškovićové
- Erdődyové
- Franceschi
- Gundulićové
- Gučetićové
- Gradićové
- Jankovićové
- Jelačićové
- Kabužićové
- Keglevićové
- Pejačevićové
- Pucićové (de Zagorie)
- Sorkočevićové

Baroni
- Banffyové
- Csesznekyové
- Gutmannové
- Kneževićové
- Nikolićové
- Rubidové
- Ružićové
- Turkovićové
- Vranyczany-Dobrinovićové